# Platja del Cantal Roig
La platja del Cantal Roig és una platja arenosa encaixada situada prop del port de Calp. Mesura 200 metres (220 metres segons la guia del ministeri espanyol) de llarg, 15 metres d'ample i 3.000 metres quadrats de superfície aproximadament. Es carecteritzava per la presència de roques de color roig, que desapareixeren el novembre de 2018 per les plutges.
Hi ha i hi arriben serveis com restaurants, taxi, autobús i socorristes. El 1999 va rebre la Bandera Blava.